# Shellbrook (circonscription saskatchewanaise)
Pour les articles homonymes, voir Shellbrook, Prince Albert et Torch River.
Circonscription électorale provinciale du Canada
Shellbrook (initialement Prince Albert en Prince Albert County et ensuite Shellbrook-Torch River) est une ancienne circonscription électorale provinciale de la Saskatchewan au Canada. Elle est représentée à l'Assemblée législative de la Saskatchewan de 1905 à 1995.
Prince Albert fait partie des 25 circonscriptions initiales suivant la création de la Saskatchewan en 1905.

## Géographie
La circonscription était concentrée autour de la ville de Shellbrook. Le territoire de la circonscription est ensuite représenté par Rosthern-Shellbrook et Saskatchewan Rivers.

## Liste des députés
| Parlement                                                                  | Années        | Député                      | Député                      | Parti                     |
| Prince Albert                                                              | Prince Albert | Prince Albert               | Prince Albert               | Prince Albert             |
| -------------------------------------------------------------------------- | ------------- | --------------------------- | --------------------------- | ------------------------- |
| 1re                                                                        | 1905–1907     |                             | Peter David Tyerman         | Libéral                   |
| 1re                                                                        | 1907-1908     |                             | Samuel James Donaldson (en) | Provincial Rights (en)    |
| Prince Albert County                                                       |               |                             |                             |                           |
| 2e                                                                         | 1908-1912     |                             | Samuel James Donaldson (en) | Provincial Rights (en)    |
| Shellbrook                                                                 |               |                             |                             |                           |
| 3e                                                                         | 1912–1915     |                             | Samuel James Donaldson (en) | Provincial Rights (en)    |
| 3e                                                                         | 1915-1917     |                             | Edgar Sidney Clinch (en)    | Libéral                   |
| 4e                                                                         | 1917–1921     |                             | Edgar Sidney Clinch (en)    | Libéral                   |
| 5e                                                                         | 1921–1925     |                             | Edgar Sidney Clinch (en)    | Libéral                   |
| 6e                                                                         | 1925–1929     |                             | Edgar Sidney Clinch (en)    | Libéral                   |
| 7e                                                                         | 1929–1934     |                             | Edgar Sidney Clinch (en)    | Libéral                   |
| 8e                                                                         | 1934–1938     | Omer Alphonse Demers (en)   |                             | Libéral                   |
| 9e                                                                         | 1938–1944     | Omer Alphonse Demers (en)   |                             | Libéral                   |
| 10e                                                                        | 1944–1945     |                             | Albert V. Sterling          | CCF                       |
| 10e                                                                        | 1945-1948     | Guy Franklin Van Eaton (en) |                             | CCF                       |
| 11e                                                                        | 1948–1952     | Louis William Larsen (en)   |                             | CCF                       |
| 12e                                                                        | 1952–1956     | Louis William Larsen (en)   |                             | CCF                       |
| 13e                                                                        | 1956–1960     | John Thiessen (en)          |                             | CCF                       |
| 14e                                                                        | 1960–1964     | John Thiessen (en)          |                             | CCF                       |
| 15e                                                                        | 1964–1967     |                             | John Marcel Cuelenaere (en) | Libéral                   |
| 16e                                                                        | 1967–1971     |                             | George Bowerman (en)        | Néo-démocrate             |
| 17e                                                                        | 1971–1975     |                             | George Bowerman (en)        | Néo-démocrate             |
| 18e                                                                        | 1975–1978     |                             | George Bowerman (en)        | Néo-démocrate             |
| 19e                                                                        | 1978–1982     |                             | George Bowerman (en)        | Néo-démocrate             |
| Shellbrook-Torch River                                                     |               |                             |                             |                           |
| 20e                                                                        | 1982–1986     |                             | Lloyd John Muller (en)      | Progressiste-conservateur |
| 21e                                                                        | 1986–1991     |                             | Lloyd John Muller (en)      | Progressiste-conservateur |
| 22e                                                                        | 1991–1995     |                             | Jack Langford (en)          | Néo-démocrate             |
| Circonscription dissoute dans Shellbrook-Spiritwood et Saskatchewan Rivers |               |                             |                             |                           |

## Résultats électoraux
Shellbrook-Torch River (1982-1995)

Shellbrook (1912-1982)

Prince Albert County (1908-1912)

Prince Albert (1905-1908)